# Чусовая
Река Чусова̀я е река в Европейска и Азиатска Русия ляв приток на Кама (влива се в Камското водохранилище). Дължината ѝ е 592 km, която ѝ отрежда 138-о място по дължина сред реките на Русия. До изграждането на Камското водохранилище реката се е вливала в река Кама в северните покрайнини на град Перм и дължината ѝ е била 717 km.

## Географска характеристика

### Извор, течение, устие
Река Чусовая води началото си от Малкото Чусовско езеро, на 399,9 m н.в., в северната част на Челябинска област, на източния слон на планината Урал. с изключение на най-долното ѝ течение реката тече в северна посока. След 20 km напуска пределите на Челябинска област и навлиза на територията на Свердловска област. Първите около 150 km протича по източния склон на планината Урал, след което преминава по западния склон. В тези първи 150 km коритото ѝ е широко от 10 до 13 m, долината ѝ е широка, а склоновете полегати. След като премине на западния склон на Урал долината ѝ се стеснява и придобива каньоновиден вид. Последователно Чусовая прорязва редица ниски хребети, склоновете на които са скалисти и се извисяват високо (от 10 до 115 m) над долината ѝ. В този участък реката има типичен планински характер – бързеи, прагове и големи валуни разпръснати в коритото ѝ, а коритото ѝ е ширина от 120 до 140 m. При град Чусовой реката излиза от планината, завива на запад-югозапад и придобива типичен равнинен облик – скоростта на течението намалява, коритото ѝ се разширява до 300 m, прави големи завои и меандри, появява се заливна тераса, по която изобилстват старици, малки езера и блата. Влива се от изток в Чусовския залив на Камското водохранилище на 108,2 m н.в. при село Верхнечусовски Городки, Пермски край. Преди изграждането на водохранилището Чусовая се е вливала отляво в река Кама при нейния 693 km, в северните покрайнини на град Перм и дължината ѝ е била 717 km.

### Водосборен басейн, притоци
Водосборният басейн на Чусовая обхваща площ от 23 хил. km2, което представлява 4,54% от водосборния басейн на река Кама. След изграждането на Камското водохранилището водосборния басейн на Чусовая се намалява от 47 600 почти двойно на 23 000 km2, тъй като нейният най-голям приток река Силва сега се влива във водохранилището. Във водосборния басейн на реката обхваща части от териториите на Челябинска област, Свердловска област иПермски край.
Границите на водосборния басейн на реката са следните:
- на север – водосборните басейни на реките Яйва и Косва, леви притоци на река Кама;
- на изток – водосборния басейн на река Об;
- на югозапад – водосборния басейн на река Белая, ляв приток на Кама;
- на запад – водосборните басейни на река Тулва и други по-малки леви притоци на река Кама.

Река Чусовая получава множество притоци с дължина над 20 km, като 7 от тях са дължина над 100 km. По-долу са изброени тези 7 реки, за които е показано на кой километър по течението на реката се вливат, дали са леви (→) или (←), тяхната дължина, площта на водосборния им басейн (в km2) и мястото където се вливат.
- 229 ← Межевая Утка 121 / 1330, при село Уст Утка, Свердловска област
- 179 ← Серебрянная 147 / 1240, при село Уст Серебрянная, Пермски край
- 66 ← Койва 180 / 2300, при село Уст Кайва, Пермски край
- 32 ← Усва 266 / 3170, в град Чусовой, Пермски край
- 25 → Лисва 112 / 1010, при посьолок Лямино, Пермски край
- 4 ← Вилва 170 / 3020, при село Верхнечусовские Городки, Пермски край
- → Силва 493 / 19 700, в Камското водохранилище, източно от град Перм, Пермски край

### Хидроложки показатели
Подхранването на Чусовая е предимно снегово (55%) и в по-малък процент дъждовно (29%) и подземно (18%). Пълноводието на реката е от средата на април до средата на юни. През лятото са характерни чести (6 – 7 пъти) покачвания на нивото на водата с 4 – 5 m в резултата на поройни дъждове. През юли и август Чусовая е маловодна и дълбочината ѝ в засушливи години не превишава 7 – 15 см. По цялото ѝ протежение дъното ѝ е каменисто и чакълесто. Среден годишен отток 222 m3/s, максимален 4570 m3/s, минимален 8,4 m3/s. Скоростта на течението ѝ е висока – около 8 km/h, в теснините и бързеите – до 25 km/h, която скорост значително превишава скоростта на равнинните реки като Волга и Кама Замръзва от края на октомври до началото на декември, а се размразява през април и май. В долното течение се наблюдава подпиране на размразената вода идваща от горното течение и нивото ѝ се повишава до 3 m.

## Селища
По течинето на реката са разположени десетки населени места, в т.ч. 3 града:
- Свердловска област – Ревда, Первоуралск, посьорок Староуткинск;
- Пермски край – Чусовой.

## Стопанско значение
Водите на река Чусовая се използват за водоснабдяване на околните населени места. По нейното течение са изградени 15 малки водохранилища, като от Волчихинското водохранилище (37 km2) се подава вода в Горноисетското водохранилище за водоснабдяването на град Екатеринбург. Плавателна е до град Чусовой, на 32 km от устието.